# 佐藤寛之
佐藤 寛之（さとう ひろゆき、1970年11月2日 - ）は、千葉県鎌ケ谷市出身の歌手、俳優であり、男性アイドルグループ・光GENJIの元メンバー。身長168cm、血液型AB型。

## 略歴
1983年5月1日にジャニーズ事務所に入所。1987年8月19日に「光GENJI」のメンバーとして「STAR LIGHT」でレコードデビュー。 1993年4月22日には、「SAY'S（セイズ）」として「曇りのち晴れ」でCDデビュー。
1994年8月31日、大沢樹生の脱退意思を知り「光GENJIは7人でなければ意味がない」と思い自らも脱退を決意。大沢への相談等は一切なく独断だったが、同年8月31日、彼と共に光GENJIを脱退し、ジャニーズ事務所を退社。同時にSAY'Sも解散となった。
1996年、シングル『Na Na Na』でソロデビュー。その後はライブ活動やイベントを中心に活動している。
2000年に、バンド「P.O.E」を結成し、ボーカル、ギター、キーボードを担当。
2011年6月、諸星和己、山本淳一と共に、TUBEの東日本大震災復興応援歌「RESTART」に参加した。
2018年5月、群馬県沼田市観光協会より観光アンバサダー（大使）に任命された。祖父母が沼田市に在住しており、両親も沼田市生まれという。
2023年5月29日、山本淳一とともにユニット「ふたつの風」を結成した。

## 人物
- 光GENJI時代のイメージカラーは水色。のメンバーの中では年齢が上下どちらから数えてもちょうど4番目という中間の立ち位置で、更に温厚な人柄を思わせる外見などから、カトリーヌあやこ、コトウミホウらによって漫画化される際など「秀才」・「優等生」的なキャラクターを強調される事が多く、ソロ曲にもそれを裏付けるかのようなバラード曲が多い。
- 正反対なキャラクターで同い年の諸星和己や、また年下のメンバーであった山本淳一、赤坂晃、佐藤アツヒロとも仲が良い。山本とは「一生悪友同士でいよう」というほどの関係である。
- 光GENJIの内部ユニットであるSAY・Sメンバーとしても活動。山本曰く「いいお兄さん」的存在であり、最年長メンバーとしてユニットをまとめ、支えた。
- 一時は徳永英明、ASKA[注 1]の影響を強く受けていたが、その後は1970年代の英ポップスに影響を受けている。 また、インターネットラジオに出演するなどの精力的な活動をしている。
- マイケル・ジャクソンやMr.Childrenのライブに行くミーハーな面もあった。
- スイーツ好きであり、大の高所恐怖症でもある[3]。
- 近年、光GENJIの盟友である大沢、諸星、山本、佐藤アツヒロ、同時期に活動していた忍者の正木慎也、柳沢超との交流があったことが確認されている。
- 2009年の札幌で行われた声優の田村ゆかりライブに、田村が佐藤の大ファンということから、誕生日サプライズゲストとして駆けつけた事がある。

## 所属事務所の変遷
ジャニーズ事務所 → ディー・キュー・アイ → ケイロック → GENJI GURUMA

## ジャニーズ時代の参加ユニット
- 踊り子
- GENJI
- 光GENJI
- SAY・S
- 少年御三家

## ディスコグラフィ

### シングル
|      | 発売日         | タイトル            | 規格品番 | 収録曲                                  | 備考                        |
| ---- | -------------- | ------------------- | -------- | --------------------------------------- | --------------------------- |
| 1st  | 1996年9月21日  | Na Na Na            | APDA-192 | 1. Na Na Na 2. 恋をいつから休んでますか | オリコン最高54位            |
| 2nd  | 1997年3月21日  | Cloudy Sky          | APDA-215 | 1. Cloudy Sky 2. Best Friends           | オリコン最高64位            |
| 3rd  | 1997年11月27日 | Feel So High        | APDA-241 | 1. Feel So High 2. Love me              | オリコン最高83位            |
| 4th  | 1998年6月5日   | 降水確率30%         | APDA-254 | 1. 降水確率30％ 2. シナモン             |                             |
| 5th  | 2002年6月25日  | TENA-CIOUS          |          | 1. TENA-CIOUS                           |                             |
| 6th  | 2002年10月14日 | WITHOUT YOU         |          | 1. WITHOUT YOU                          |                             |
| 7th  | 2003年12月31日 | Look for it and go. |          | 1. Look for it and go.                  |                             |
| 8th  | 2004年7月28日  | WHAT GLORIOUS DAYS  | HPME-728 | 1. WHAT GLORIOUS DAY 2. MISS YOUR BABE  | HPGIRL MUSIC ENTERTAINMENT. |
| 9th  | 2007年11月23日 | 闇夜を突き抜けろ    |          | 1. 闇夜を突き抜けろ                     | HPGIRL MUSIC ENTERTAINMENT. |
| 10th | 2007年11月23日 | 過大な期待          |          | 1. 過大な期待                           | HPGIRL MUSIC ENTERTAINMENT. |
| 11th | 2007年11月23日 | 甘い罠とルージュ    |          | 1. 甘い罠とルージュ                     | HPGIRL MUSIC ENTERTAINMENT. |

### アルバム
|     | 発売日         | タイトル                           | 規格品番  | 収録曲 | 備考                        |
| --- | -------------- | ---------------------------------- | --------- | --- | --------------------------- |
| 1st | 1995年4月16日  | calm                               | DQIS-0000 | 1.サヨナラの言葉からはじめよう | 自主制作                    |
| 1st | 1996年11月3日  | Naturalism                         | APCA-168  | 1. Na Na Na 2. wow! yeah!! 3. 僕はここにいる 4. Sentimental Wash 5. with me | オリコン最高69位            |
| 2nd | 1997年4月21日  | GARDEN                             | APCA-185  | 1. 君のKAKERA 2. あるがままに 3. Working in the rain 4. Sound Effect#1 5. down 6. 壊れやすい恋 7. Bye3 8. LOVE 9. Beatから100マイル離れて 10. 最後のドライブ 11. Sound Effect#2 12. Cloudy Sky | オリコン最高71位            |
| 3rd | 1998年7月1日   | Can you hear me now?               | APCA-227  | 1. Reckless 2. 君と風と太陽と 3. Rockless 4. シナモン 5. ローラーコースター 6. Miss you, Babe 7. 6/8 8. つづく… 9. [keias/os] 10. Rain 11. 降水確率30％ 12. Rain (Reprise) 13. Feel So High    | HPGIRL MUSIC ENTERTAINMENT. |
| 4th | 2015年08月26日 | what are the colours of your life? | JMRS-4231 | 1. 最高のyeah!! 2. the Shine 3. 煌めく君との未来 4. インタークラウド | Go! Go! Records             |
| 5th | 2015年11月04日 | I shall mix them on my palette.    | JMRS-4232 | 1. カラッポのボクのココロ 2. SMILE!! 3. Hello 4. Colors of my life | Go! Go! Records             |

### DVD
- 1st DVD " h

## 出演

### テレビドラマ
- スターライト・キッズ 新・北斗七星伝説 （1988年、TBS系）
- 世にも奇妙な物語 愛車物語 （1991年、フジテレビ系）
- ドラマシティ'92  非行少年たち （1992年、日本テレビ系）
- 映画みたいな恋したい トップガン （1992年、テレビ東京系）
- ネオドラマ 素敵な人! （1993年、テレビ朝日系）

### その他のテレビ番組
- クイズ☆タレント名鑑 (2012年1月29日、TBS系)
- クイズ☆スター名鑑 (2016年11月27日、TBS系)
- 7 S.T.A.R.S. 〜7つの答え〜 佐藤アツヒロが繋ぐ光GENJIの現在 第4話・第5話（2025年4月6日・5月4日、WOWOW）[5][6]

### 映画
- ふ・し・ぎ・なBABY （1988年12月18日公開、東宝）

### ラジオ
- 佐藤寛之 沼田WALKER[7]（2018年7月 - 2019年6月、FM OZE）
  - 2018年12月、山本淳一が電話出演した。

## 書籍
- 勇気 （1990年、集英社）

光GENJI全集第4巻。1990年10月発売。